# منتهی المطلب فی تحقیق المذهب
منتهی المطلب فی تحقیق المذهب کتابی از علامه حلی است.

## تصحیح
تصحیح این کتاب در سال ۱۳۷۱ منتشر و در مراسم کتاب سال جمهوری اسلامی ایران به‌عنوان کتاب برگزیده معرفی شد.